# Clemens Martin
Clemens Martin, CPPS, geboren als Franz Martin (* 29. Dezember 1875 in Harthausen; † 8. Januar 1945 im KZ Dachau) war ein deutscher römisch-katholischer Ordensbruder, Missionar vom Kostbaren Blut und Märtyrer.

## Leben
Franz Martin wuchs mit sechs Geschwistern als Sohn eines Bauern und Händlers bei Speyer auf. Bis 1932 ist sein Lebenslauf nicht bekannt. In diesem Jahr trat er in Bedernau, Breitenbrunn, in das Kloster Baumgärtle der Missionare vom Kostbaren Blut ein und erhielt den Ordensnamen Clemens. Am 3. Februar 1937 legte er die Profess ab. Für eine Zurückweisung des Hitlergrußes wurde er denunziert und am 20. Oktober 1943 von der Gestapo verhaftet, in das Gefängnis nach Karlsbad gebracht und ohne Prozess am 29. Januar 1944 in das KZ Dachau überführt (Häftlingsnummer 62.504). Dort starb er am 8. Januar 1945.

## Gedenken
Die deutsche katholische Kirche hat Clemens Martin als Blutzeugen aus der Zeit des Nationalsozialismus in das deutsche Martyrologium des 20. Jahrhunderts aufgenommen.